# Hyalea africalis
Hyalea africalis är en fjärilsart som beskrevs av George Francis Hampson 1912. Hyalea africalis ingår i släktet Hyalea och familjen Crambidae. Inga underarter finns listade i Catalogue of Life.